# Nokia 3100
Il Nokia 3100 è un telefono cellulare GSM triband messo in commercio nel giugno 2003 dalla Nokia, designato principalmente per un target giovane.
Il Nokia 3100 viene sviluppato sulla base dei modelli Nokia 3510i e Nokia 7250i.
Il cellulare è equipaggiato con un display a 128 x 128 pixel a colori, GPRS, connessione internet WAP e batteria al litio.

## Caratteristiche tecniche
- Reti: TriBand GSM (900/1800/1900 MHz)
- Dimensioni: 101,8 x 42,8 x 15,2 mm
- Massa con batteria in dotazione: 83  g
- Anno di Uscita: 2003
- Batteria: Litio
- Kit Acquisto: 1 manuale d'uso, 1 batteria, caricabatteria da viaggio, auricolari.
- Autonomia in Standby: 290 h (12 giorni)
- Autonomia in Conversazione: 240 min.